# Корнилов, Анатолий Александрович
Анатолий Александрович Корнилов (15 ноября 1924 — 12 мая 1991) — советский цирковой артист, дрессировщик, представитель династии Корниловых, создавших уникальные традиции дрессуры слонов, народный артист РСФСР (1988).

## Биография
Анатолий Александрович Корнилов родился 15 ноября 1924 года в цирковой семье Александра Николаевича Корнилова и Марии Ивановны Филатовой. В 1942—1945 годах дрессировал для фронта собак-санитаров и собак-сапёров. Подготовил цирковые номера «Джигитовка на верблюдах» и буффонаду «Медведи-пожарные» (1959).
С 1970 года стал руководителем аттракциона «Слоны и танцовщицы». В 1983 году создал тематическое обозрение «На слонах вокруг света». Одновременно руководил Латвийским цирковым коллективом. Выпустил спектакль «Рижские сувениры» и номера «Экзотические животные» (зебры, страусы, удавы, обезьяны) для сына  Михаила и «Конная кадриль» для дочери Таисии Корниловой и её мужа Алексея Дементьева.
Выступал вместе с женой Ниной Корниловой.
Умер 12 мая 1991 года.

### Семья
- Отец — дрессировщик Александр Николаевич Корнилов (1903—1977), народный артист РСФСР.
- Мать — Мария Ивановна Филатова-Корнилова (1904—1975).
- Первая жена — цирковая артистка, акробатка Валентина Петровна Россини (1922—2005).
- Вторая жена — цирковая артистка, дрессировщица Нина Андреевна Корнилова (урожд. Супрун; 1926—2025), заслуженная артистка России, лауреат Национальной премии «Циркъ». Поженились в 1958 году.
- Сын — цирковой артист, дрессировщик Михаил Анатольевич Корнилов (род. 1950), заслуженный артист России.
- Дочь — цирковая артистка, артистка-дрессировщица Таисия Анатольевна Корнилова (род. 1962), народная артистка России.

## Награды и премии
- Заслуженный артист РСФСР (27.08.1976).
- Орден «Знак Почёта» (07.08.1981).
- Народный артист РСФСР (26.08.1988).

## Фильмография
- 1968 — Золотые часы — милиционер
- 1972 — Цирк зажигает огни — дрессировщик
- 1980 — Воздушные пешеходы — дрессировщик
- 1991 — По закону джунглей (СССР, Индия) — дрессировщик